# صادقية (مقاطعة فراشبند)
صادقية (بالإنجليزية: Mazraeh-ye Sadeqiyeh)‏ هي human-geographic territorial entity تقع في فارس في إيران. يقدر عدد سكانها بـ 28 نسمة .